# Фингал (округ)
53° 27′ 35″ С; 6° 13′ 05″ З / 53.4597° С; 6.2181° З
Округ Фингал (енгл. County Fingal, ир. Contae Fine Gall) је један од 3 нова управна округа Републике Ирске, смештен у њеном источном делу, у покрајини Ленстер. Седиште округа је град Свордс.
Округ Фингал је издвојен 1994. године из округа Даблин, који је тада, због свом бројног становништва и великог значаја, подељен на четири ужа округа: 
- Градски округ Даблин
- Округ Дан Лири-Ратдаун
- Округ Јужни Даблин
- Округ Фингал.

Сва четири округа данас чини тзв. Даблинску регију.

## Положај и границе округа
Округ Фингал се налази у источном делу ирског острва и Републике Ирске и граничи се са:
- север и запад: округ Мид,
- исток: Ирско море,
- југ: Град Даблин,
- југозапад: округ Јужни Даблин и округ Килдер.

## Природни услови
Рељеф: Округ Фингал је равничарско подручје, 0-70 метара надморске висине.
Клима Клима у округу Фингал је умерено континентална са изразитим утицајем Атлантика и Голфске струје. Стога град одликује блага и веома променљива клима.
Воде: Округ Фингал излази дугом обалом на Ирско море. Обала је веома привлачна, са много малих залива, па се ту образовало више престижних предграђа Даблина. На југозападу округ дотиче реку Лифи, која је том делу граница ка округу Јужни Даблин.

## Становништво
По подацима са Пописа 2011. године на подручју округа Фингал живело је преко 270 хиљада становника, већином етничких Ираца, али и доста страних усељеника. Последње три деценије број становника округа расте по стопи од преко 2% годишње.
Густина насељености - Округ Фингал има густину насељености од око 600 ст./км², што је вишеструко више од државног просека (око 60 ст./км²). Цео округ је добро насељен, а посебно јужни, који чини сео грађевинског подручја Даблина.
Језик: У целом округу се равноправно користе енглески и ирски језик.